# Tóth-Szabó Pál
Tóth-Szabó László Pál (Hidvégardó, 1872. január 28. – Budapest, 1938. október 26.) levéltáros, történész.

## Életpályája
1892-ben lépett be a premontrei rendbe, 1896-ban pedig pappá szentelték. 1897-től premontrei tanár Nagyváradon. 1907-től az egyháztörténelem tanára a Norbertinumban és a budapesti egyetemen lett magántanár. 1912-ben kilépett a rendből és Budapest főváros levéltárosa lett. 1919-ben, a Tanácsköztársaság idején az Országos Levéltár vezetőjévé nevezték ki. 1920 után megfosztották állásától és visszatért a Fővárosi Levéltárba, ahol 1925-ös nyugdíjazásáig dolgozott.

## Társasági tagságai
- Magyar Néprajzi Társaság,
- Szent István Társulat,
- Szigligeti Társaság,
- Magyar Történelmi Társulat,
- Magyar Heraldikai és Genealógiai Társaság tagja.

## Művei
- 1898 A magyar főpapság a rendi alkotmányban. Budapest.
- 1903 Magyarország a XV. sz. végén. Budapest.
- 1904 Nagyvárad az erdélyi fejedelmek és a török uralom korában. Nagyvárad.
- 1906 Szatmári György prímás. Budapest.
- 1917 A cseh huszita mozgalmak és uralom története Magyarországon. Budapest.